# A Good Little Devil
A Good Little Devil er en amerikansk stumfilm fra 1914 instrueret af Edwin S. Porter.

## Medvirkende
- Mary Pickford - Juliet
- Ernest Truex - Charles MacLance
- William Norris - Mrs. MacMiche
- Iva Merlin - Betsy
- Wilda Bennett - Mab